# بارتولوميو داندريدغ
بارتولوميو داندريدغ هو محامي وقاضي وسياسي أمريكي، ولد في 1737، وتوفي في 18 أبريل 1785.